# Východní Kalimantan
Východní Kalimantan (indonésky Kalimantan Timur) je jedna z provincií státu Indonésie. Rozkládá se převážně na východě Kalimantanu, indonéské části ostrova Borneo. Sousedí se všemi indonéskými provinciemi na Borneu (Severním, Západním, Středním a Jižním Kalimantanem) a na západě též s Malajsií.
Největšími městy jsou hlavní město Samarinda (600 000 obyvatel), ležící na řece Mahakam poblíž východního pobřeží, a přístav Balikpapan (621 862 obyvatel v roce 2009), který leží asi 100 km jihozápadně od Samarindy. Dalším velkým městem je Bontang (cca 170 000 duší) ležící severovýchodně od Samarindy.

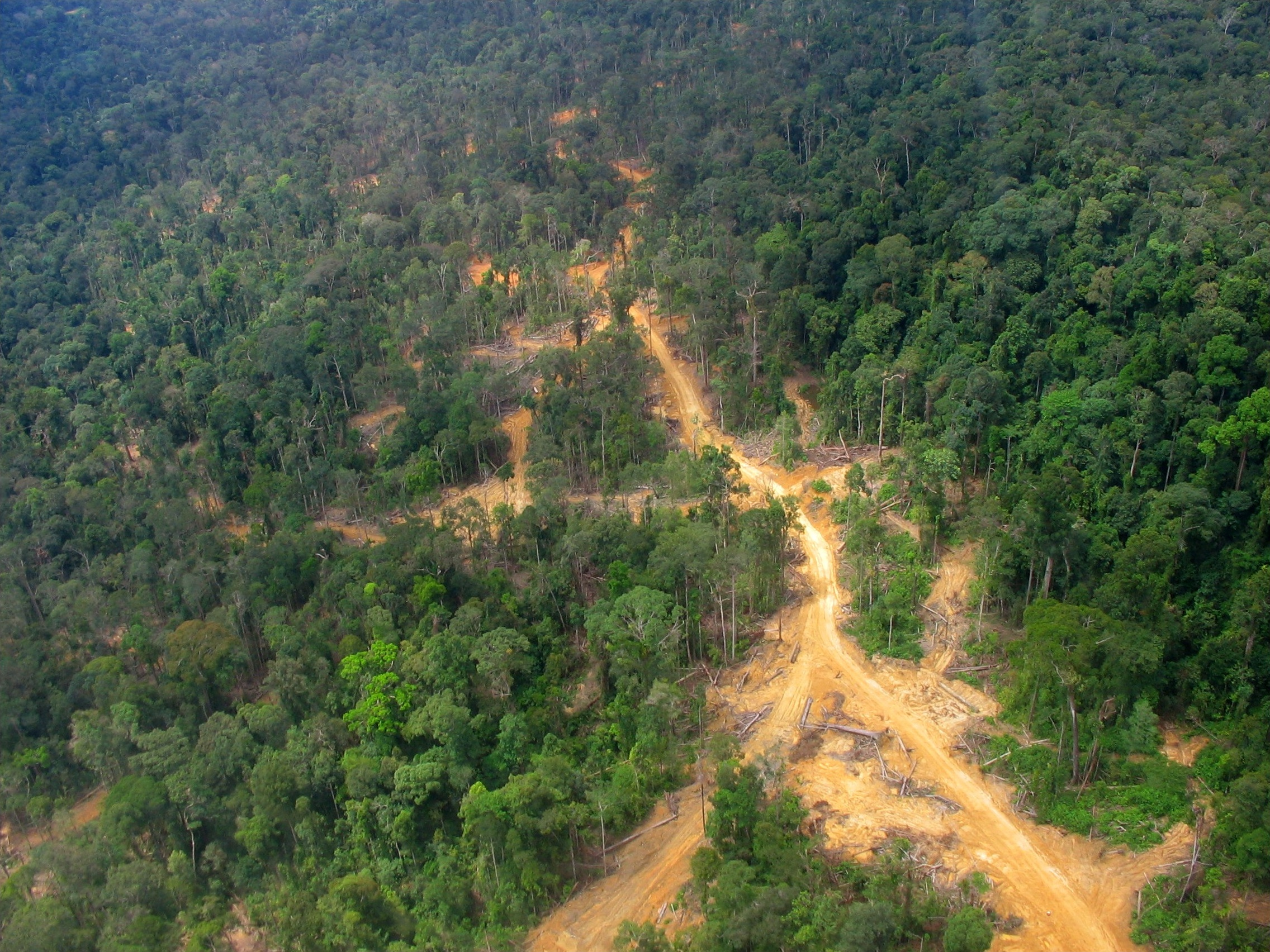
Dřevotěžba patří mezi nejdůležitější odvětví hospodářství Východního Kalimantanu; vpravo od silnice nenarušený les, vlevo les, kde probíhá těžba.

V krajině jsou zastoupeny rovinaté nížiny (včetně bažinatých oblastí) i hory. Hornaté jsou zejména oblasti na severozápadě provincie, při hranici s Malajsií, resp. s provincií Severní Kalimantan.
Ekonomika těží především z přírodního bohatství (těžba dřeva, ropy a zemního plynu, uhlí, zlata). Podobně jako v jiných částech Indonésie je problémem likvidace původních lesů.
25. října 2012 byla severní část území provincie vyčleněna do nové provincie Severní Kalimantan, čímž se počet krajů provincie (kabupaten) snížil z 10 na 6 a počet městských správních podjednotek provincie (kota) ze 4 na 3, když se součástí nové provincie stalo město Tarakan.
V květnu 2015 byla na seznam světového dědictví UNESCO nominována krasová oblast Sangulirang-Mangkalihat. V této hornaté oblasti se nachází 35 míst, většinou se jedná o jeskyně, jež obsahují přes tisíce maleb, které jsou staré více než 5000 let. Existují snahy tuto chráněnou oblast rozšířit za účelem ochrany proti pěstování palmy olejné. Odlesňování obrovských ploch deštných lesů kvůli produkci palmového oleje je totiž na území celého Kalimantanu velkým ekologickým problémem.